# Schifferstadt
Schifferstadt (in tedesco palatino Schiwwerschdadt) è una città di 19.533 abitanti della Renania-Palatinato, in Germania.

È il centro maggiore, ma non il capoluogo, del circondario (Landkreis) Rhein-Pfalz-Kreis (targa RP).

## Gemellaggi[2]
- Frederick (Maryland), Stati Uniti, dal 1975
- Aichach, Baviera, Germania, dal 1976
- Löbejün, Sassonia-Anhalt, Germania, dal 1989